# Skromberga Blåsorkester
Skromberga blåsorkester är en musikkår från Ekeby i Skåne, som bildades i gruvsamhället Skromberga 1878.

## Historik

### Grundandet
Skromberga blåsorkester bildades 1878, då sex musikintresserade gruvarbetare vid dåvarande Wallåkra Stenkols AB började spela tillsammans. Initiativtagare var Carl Nilsson, vars sonson Sune Ekvall sedermera i många år var orkesterledare. Sitt första år fick gruvarbetarna 600 kronor av bolaget som startkapital, med vilket man kunde finansiera instrumenten. Det första framträdandet var vid ett bröllop. När en gruvfogde gifte sig, marscherade orkestern och hela bröllopsföljet från Gruvtorget till Lillemark, som var Skrombergas festplats på den tiden. Kårens första musikledare blev Lars Magnus Béen, klockare i Kropps församling och kompositör till Sköna maj, välkommen.

### Orkestern växer
En bit in på 1880-talet steg ambitionerna, när man som ledare fick musikfanjunkaren Bogren från Skånska trängkåren i Landskrona. Nu blev det repetitioner varje söndags eftermiddag, och nya ungdomar fick hoppa in och börja spela med de äldre musikerna. 1906 blev Carl Nilsson son, Otto Ekvall, ledare för musikkåren. 
Några år senare hade orkestern växt och då delade man på sig och kallade sig Göta och Svea. Anledning till delningen var att medlemmarna även skulle hinna med sitt arbete i gruvan. 1927 startades Sagostunderna upp, vilket säkrade återväxten i orkestern då de äldre medlemmarna slutade efter hand.
1944 tillkom blåsorkesterns första riktiga styrelse. Musikalisk ledare blev Otto Ekvalls son, Sune, som hade kvar tjänsten till dess att sjukdom så småningom hindrade från fortsatt verksamhet. Musikkåren började under Sunes ledning växa på allvar. 1944 bestod orkestern endast av stort sett en förstärkt sextett på 10 man men redan året därpå hade antalet ökat till 18 för att 1950 uppgå till 24 man. 

### Lokalproblem
Efter hand som orkestern växte uppstod lokalproblem. På sextetternas tid repeterade man oftast hemma hos någon av musikanterna. 1944 kunde man öva i den så kallade Gruvsalen vid Gruvhusen men när huset övergick i privat ägo var denna möjlighet slut. Man fick då under några år hålla till i Folkets hus (Flamman) och därefter användes bland annat skolan, Skrombergaverkens kamrersvilla och ett av verkens skyddsrum som repetitionslokaler. 
Blåsorkestern hade löfte om att få köpa två före detta arbetarebaracker intill Skrombergaverkenför att bygga om dem till en stor lokal men affären gick om intet och i stället inhystes man med kommunens välvilja i en källarlokal i Ekebys nya kommunalhus. I denna lokal var akustiken dock undermålig. 

### Blåskulla
1970 köpte kåren en egen lokal. Med hjälp av ett ekonomiskt bidrag på 10 000 kronor av Ekeby kommun och en markdonation av Höganäs AB Skrombergaverken kunde man 1969 införskaffa en barack i Nyvång utanför Ekeby. Upprustningen stod medlemmarna själv för. Den 21 februari 1970 tog blåsorkestern farväl av sina gamla lokaler genom att med musik marschera till sitt nya musikhus. Det invigdes därmed och döptes till Blåskulla.